# إيرفن غاشي
إيرفن غاشي هو لاعب كرة قدم سويسري في مركز الدفاع، ولد في 27 أغسطس 1990 في سويسرا. لعب مع نادي ثون ويانغ بويز.

## وصلات خارجية
- إيرفن غاشي على موقع قاعدة بيانات كرة القدم.إي يو (الإنجليزية)
- إيرفن غاشي على موقع Soccerway.com (الإنجليزية)
- إيرفن غاشي على موقع عالم كرة القدم.نت (الإنجليزية)